# Графенбах-Санкт-Валентин
Графенбах-Санкт-Валентин (нем. Grafenbach-Sankt Valentin) — ярмарочная коммуна (нем. Marktgemeinde) в Австрии, в федеральной земле Нижняя Австрия. 
Входит в состав округа Нойнкирхен.  Население составляет 2324 человека (на 31 декабря 2005 года). Занимает площадь 13,9 км². Официальный код  —  31811.

## Политическая ситуация
Бургомистр коммуны — Сильвия Кёглер (СДПА) по результатам выборов 2010 года.
Совет представителей коммуны (нем. Gemeinderat) состоит из 21 места.
- СДПА занимает 13 мест.
- АНП занимает 6 мест.
- АПС занимает 2 места.